# Hinotori
Il satellite artificiale giapponese Astro-A (conosciuta anche come Hinotori) faceva parte di un gruppo di tre sonde, composto anche dalla Tayo  e dalla Solar-A, che aveva come scopo lo studio del Sole da parte del Giappone. Tutte e tre sono state ideate dall'ISAS (Institute of Space and Astronautical Science).
La sonda venne lanciata dal Kagoshima Space Center il 21 febbraio 1981 e si inserì in un'orbita geocentrica di 580 km x 640 km.